# Rentbach
Der Rentbach ist ein etwa drei Kilometer langer, nordnordwestlicher und linker Zufluss des Sauerbornsbach im hessischen Taunus.

## Geographie

### Verlauf
Der Rentbach entsteht aus einer Anzahl von kleinen Quellbächen zwischen Königstein und Kronberg am nordöstlichen Fuße des 408,7 m ü. NHN hohen Hardtbergs.

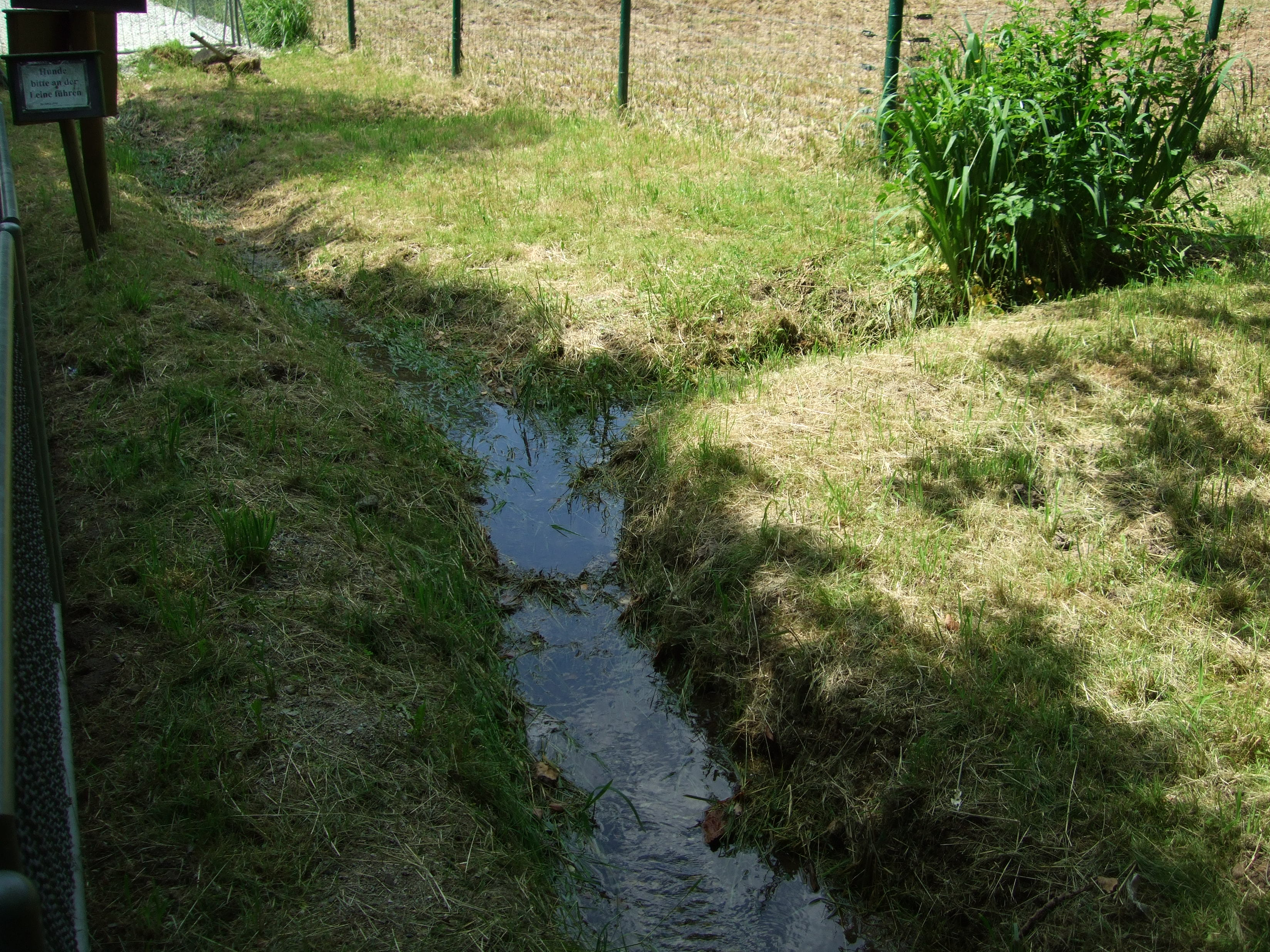
Der Rentbach beim Opelzoo

Offiziell jedoch beginnt er auf dem Gebiet von Kronberg direkt nördlich der Grenze zu Mammolshain auf einer Höhe von 306 m im 1956 auf Initiative von Georg von Opel als Forschungsgehege gegründeten Opelzoo.
Er durchfließt den Zoo und speist dort zuletzt den kleinen Hardtweiher. Nachdem er den Zoo verlassen hat, läuft er sogleich in ein vom Abwasserverband Kronberg 2015 für rund 750.000 Euro gebautes Dämpfungsbecken. Südlich davon liegt der Staatsforst Königstein, ein ausgewiesener Schutzwald.
Der Bach fließt nun am nördlichen Fuße des mit Mischwald bedeckten Hardtbergs in Richtung Ostsüdosten zunächst in der Flur Untere Eichen durch ein locker und vorwiegend laubbewaldetes tief eingeschnittenes Kerbtal. In der folgenden Flur In dem Rentbach befindet sich ein kleiner Wald mit Erlen und anderen Gehölzen feuchter bis nasser Standorte. Dort befand sich nördliche Bereich eine früher intensiv genutzte Streuobstwiese und viele der alten Äpfel-, Mirabellen-, Kirsch-, Birn- und Zwetschgenbäume haben sich noch bis heute erhalten. Im Norden begleitet ihn dabei der von Kronberg zum Opelzoo führende öffentliche Philosophenweg und im Süden der durch den Wald verlaufende Scheibenbuschweg. Bei der Flur Im Tal wird er vom Rentbachweg überbrückt. Der Bach läuft nun begleitet von dichtem Gehölz südostwärts durch Grünland. Er fließt dann auf seiner linken Seite an einem kleinen Teich vorbei. Auf der anderen Seite liegt dort der Esskastanienhain Buchholz, um den sich die beiden Städte Frankfurt und Kronberg im Jahre 1389 befehdeten. In diesem Hain stehen Bäume mit einer Stammbreite bis zu einem Meter.

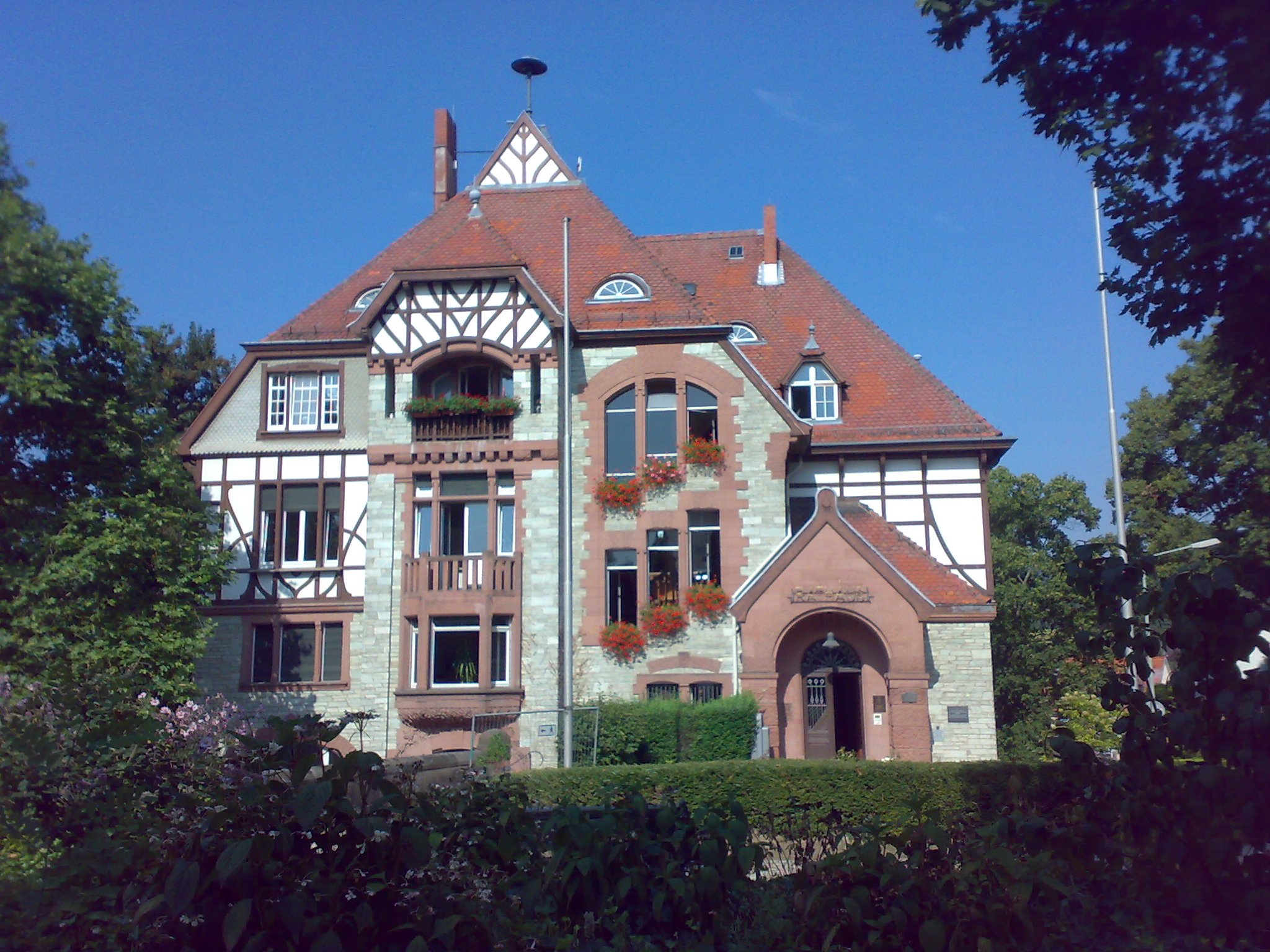
Die Villa Bonn

Er unterquert dann die Talstraße. Südlich der Talstraße in der Flur Neunmorgen betrieb er früher die Thalmühle. Der Bach zieht nun östlich des vorwiegend mit in den 50er–70er Jahren des 20. Jahrhunderts entstandenen Ein- und Zweifamilienhäusern gesäumten Talwegs entlang und passiert dabei die auf seiner linken Seite am östlichen Ortsrand von Kronberg liegende 1901 bis 1905 vom Frankfurter Bankier Wilhelm Bonn errichtete und heute unter Denkmalschutz stehende Villa Bonn in der sich jetzt das Kronberger Rathaus befindet. Um das Rathaus herum liegt in der Flur Auf dem Pfaffenstück der Rathausgarten, ein großzügig angelegter parkähnlicher Garten mit altem Baumbestand, der sich bis auf gut fünfzig Meter an den Bach annähert. Neben der Villa steht die vom Frankfurter Architekten Max Merkel entworfene katholische St.-Peter-und-Paul-Kirche, deren Grundsteinlegung am 7. Mai 1876 von Pfarrer Johannes Ehrlich vorgenommen wurde. Zwischen Rathaus und der Kirche steht ein denkmalgeschütztes Pfarrhaus und südlich der Kirche befindet sich die Villa Frank, ein in den 60er Jahren des 19. Jahrhundends im Stile des Historismus erbautes Gebäude. Westlich des Talwegs liegt dort eine weitere große Streuobstwiese.

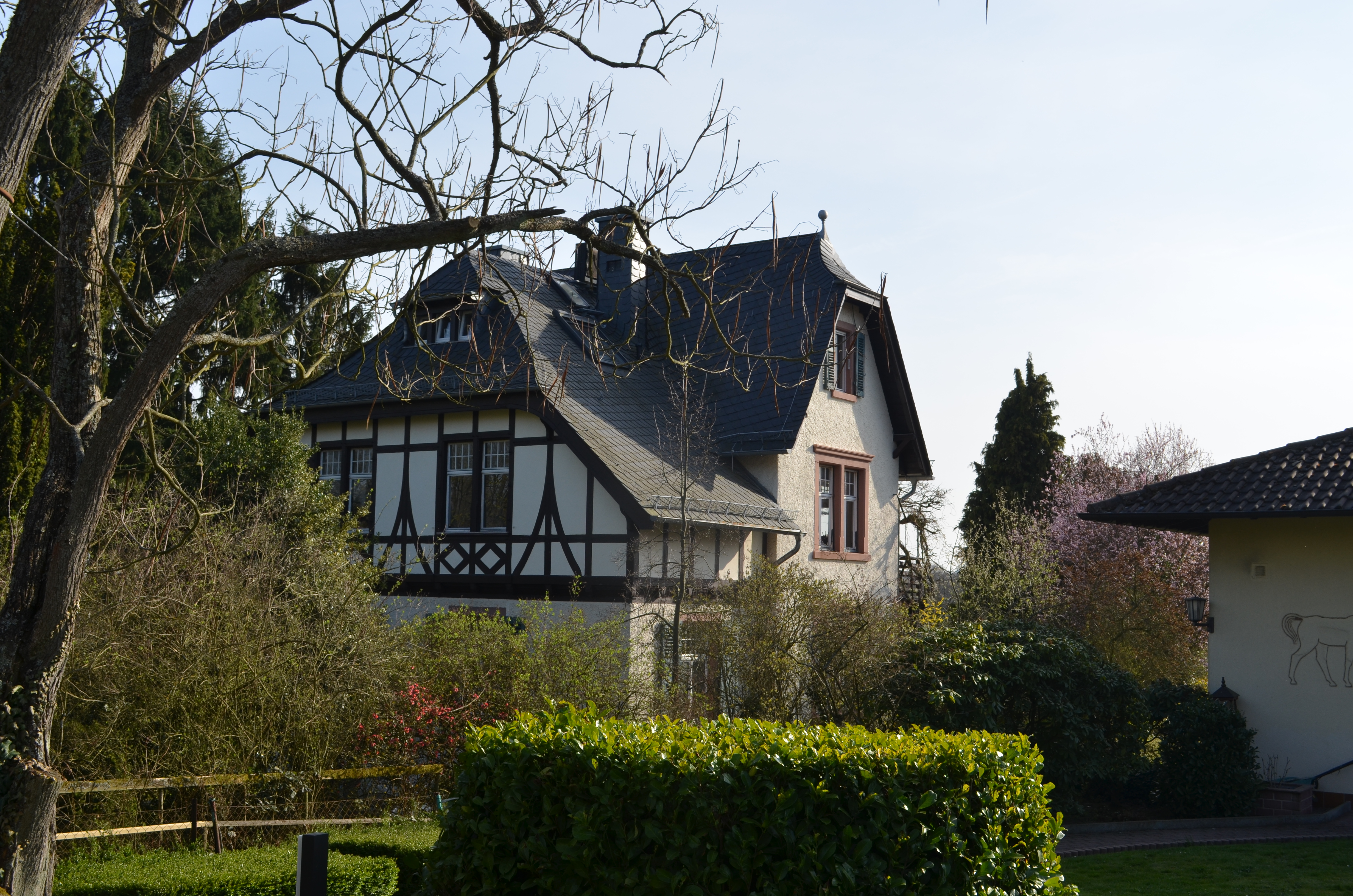
Die Villa Haub

Etwas bachabwärts, dort, wo der Talweg sich in den Oberen und Unteren Talfeldweg teilt, zweigt vom Rentbach auf der rechten Seite ein Mühlgraben ab. Westlich davon, knapp hundert Meter vom Bach entfernt, liegt der 2,8 ha große Friedhof Thalerfeld. Zwischen dem Bach und seinem Graben sind Feuchtwiesen mit einem hohen biotopischen Entwicklungspotenzialen zu finden und stellenweise ein starker Bewuchs von Feuchtigkeit liebenden Büschen und Bäumen. Westlich des Mühlbachs ist ein Edelkastanienhain und anschließend Baumhecken mit Gehölzen frischer Standorte. Etwas bachabwärts kreuzt dann der Eselpfad, eine Verlängerung des Kronthaler Wegs die Aue. Am Stadtrand im Osten steht dort die 1905 im Landhausstil vom Kronberger Bauunternehmer Franz Hauber erbaute Villa Haub. Rechts und links der beiden Gräben liegen dort wohnungsferne Gärten.

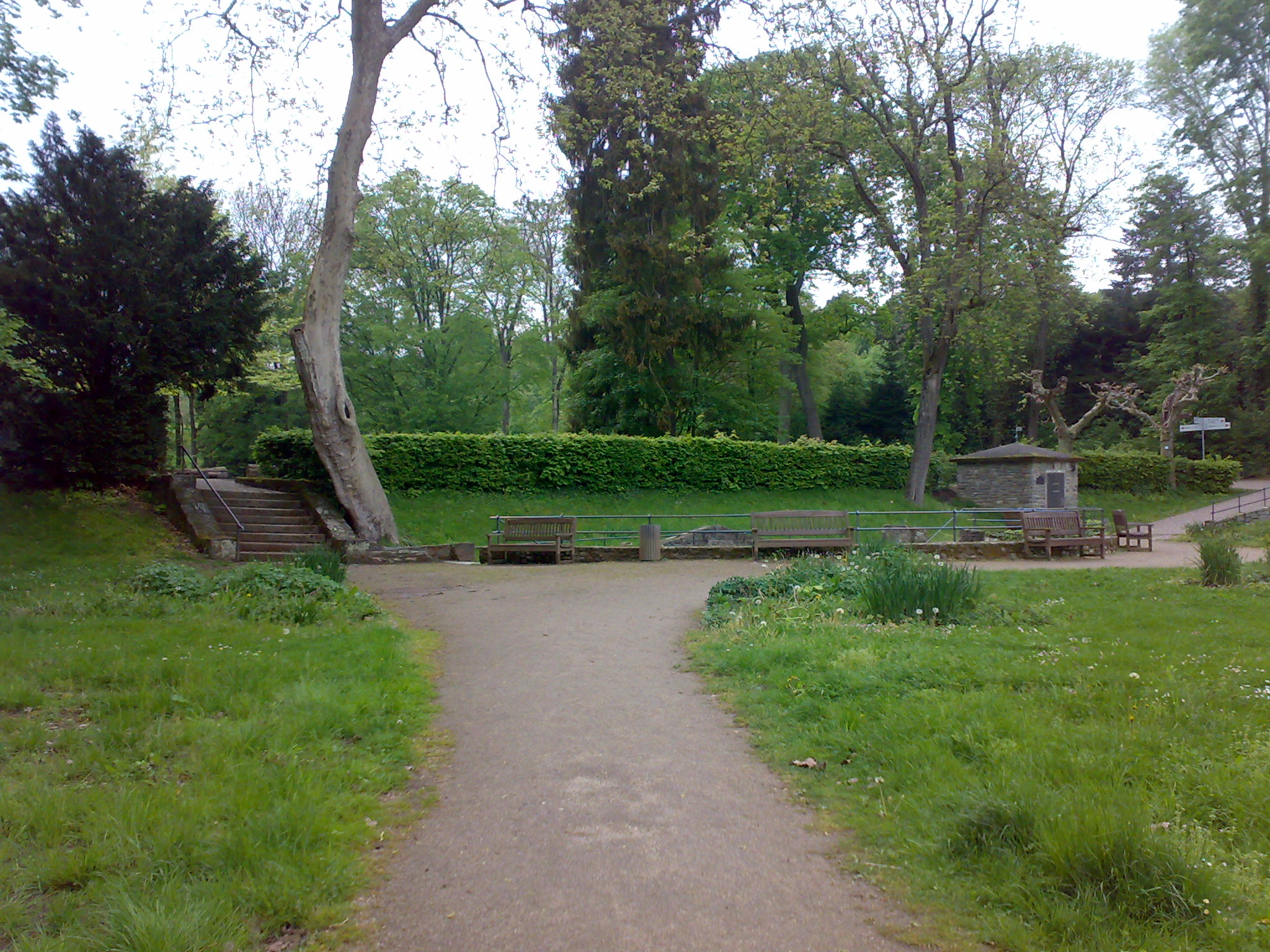
Der Quellenpark Kronthal

Südlich der Flur Auf der Birk fließt der Müllgraben wieder mit dem Rentbach zusammen. Der wiedervereinigte Bach zieht nun südsüdostwärts durch einen Laubwaldstreifen, der rechts und links von Grünland begrenzt wird durch das Kronthal, schlägt dann in der Flur Breitwiese einen kleinen Bogen nach links und nimmt dort auf seiner linken Seite ein Wiesenbächlein auf. Der Rentbach läuft danach, begleitet von Gehölz, durch Grünland in Richtung Südsüdwesten am Ostrand des Seniorenstiftes Kronthal entlang. Etwas westlich des Stiftes liegt zunächst die Apfelweinkelterei Herberth und dann der Quellenpark Kronthal.
Bei der Straße Im Kronthal, an deren westlichen Seite dort Schlehensträuche wachsen, wechselt der Bach noch einmal nach Südsüdosten und mündet schließlich bei der Flur Sauerbornwiese etwa hundert Meter westsüdwestlich des schon im Mittelalter als Fronhof entstandenen, später dann zur Schafhaltung genutzten, heutigen Gestüts Schafhof und gut einen halben Kilometer östlich von Mammolshain und südlich etwa gleich weit entfernt von Kronberg auf einer Höhe von ungefähr 176 m in einem spitzen Winkel von links in den von Mammolshain aus dem Westnordwesten heranziehenden Sauerbornsbach.

### Einzugsgebiet
Das Einzugsgebiet des Rentbachs liegt im Naturpark Hochtaunus und gehört zum größten Teil zum Naturraum Königsteiner Taunusfuß, nur die letzte Stück bis zur Mündung befindet sich im Bereich des Kronberger Taunusfußes. Es wird über Sauerbornsbach, Schwalbach, Sulzbach, Nidda, Main und Rhein in die Nordsee entwässert.
Das Einzugsgebiet des Rentbachs grenzt
- im Nordwesten an das des linken Liederbachoberlaufes Reichenbach,
- im Nordosten an das des Westerbachzuflusses Winkelbach,
- im Osten dann an das des Westerbaches selbst, der ein Zufluss der Nidda ist,
- im Westen an das des Hollerbornbachs, der in den Sauerbornsbach einmündet, von manchen jedoch als dessen Quellbach angesehen wird
- und im Westen grenzt es an das des Liederbaches, der ein Zufluss des Mains ist.

Das Einzugsgebiet ist zum größten Teil bewaldet, im Osten liegt die Stadt Kronberg und im Süden überwiegen im östlichen Mündungsbereich Grünflächen.

### Flusssystem Nidda
- Fließgewässer im Flusssystem Nidda

## Geologie und Bodentyp
Geologisch wird der nördliche Bereich des Einzugsgebiets von den Phyllitgesteinen aus Oberordovizium und Silur geprägt, im mittleren Bereich herrschen Grünschiefergesteine und Gneise aus dem Silur vor und am Unterlauf kommt Ton-Schluff, Sand-Kies, Quarzit, Kalkstein und Tuffit aus der Miozän-Serie des Neogens vor. Darüber haben sich Braunerden mit lösslehmhaltigen Solifluktionsdecken und basenarmen Gesteinsanteilen abgelagert und in der engeren Aue herrscht Pseudogley-Parabraunerde vor.

## Natur und Umwelt
Das Rentbachtal liegen große Edelkastanienwälder und Streuobstwiesen. Es bietet Lebensraum für seltene Vogelarten, wie den gefährdeten Gartenrotschwanz und den bedrohten Girlitz, Kernbeißer, Klappergrasmücke und Trauerschnäpper. An Fledermausarten wurde die Zwergfledermaus gesehen und auch das Vorkommen von Blindschleichen ist bekannt.